# Readme
Als Readme oder Liesmich (englisch read me = lies mich) wird eine Datei bezeichnet, die üblicherweise mit Software mitgeliefert wird und diverse, oft wichtige Informationen über die Software enthält. Meist sind dies Details, die nicht mehr rechtzeitig bekannt wurden, um in das Handbuch aufgenommen zu werden, oder Korrekturen zu falschen Informationen im mitgelieferten Handbuch. Oft wird aber auch der Benutzer vor der Installation und vor der ersten Verwendung der Software über wichtige Details informiert, die für einen reibungslosen Einsatz der Software wichtig sind und die er daher unbedingt lesen sollte.
Ist der Dateiname in Großbuchstaben geschrieben, README, so ist dies entweder auf alten Dateisystemen systembedingt so entstanden (das FAT-Dateisystem speicherte ursprünglich nur Großbuchstaben mit 8.3-Begrenzung), oder dies ist beabsichtigt, damit die Datei besonders ins Auge fällt – durch die Großschreibung wird die Datei dann auf Systemen, die zwischen Groß- und Kleinschreibung (wie z. B. Unix und andere Derivate) unterscheiden, vor allen anderen Dateien gelistet, deren Namen mit Kleinbuchstaben beginnen. Übliche Dateinamen sind neben readme (alternativ auch mit großem Anfangsbuchstaben) und ReadMe auch die Übersetzung in andere Sprachen, etwa LiesMich oder LisezMoi, oft auch mit der Dateinamenserweiterung .txt oder .doc als Textdatei in Plain text. 
Ob es bei reinen Textdateien überhaupt eine Dateinamenserweiterung gibt bzw. wie diese lautet, ist von Projekt zu Projekt unterschiedlich. Beispiele sind read.me ebenso wie readme.1st (engl. 1st, gesprochen first; in seiner Gesamtheit übersetzt etwa mit Lies mich zu(aller)erst) aber auch z. B. .rst in reStructuredText, .adoc in AsciiDoc oder.md in Markdown-Auszeichnung. Wenn neben Englisch weitere Sprachen unterstützt werden, wird das Länderkürzel mit in den Dateinamen aufgenommen. Eine deutsche README-Datei im Markdown-Format wäre zum Beispiel README-de.md

## Dateiformat
Die Readme-Datei ist üblicherweise in einem Format, das auf der Plattform, auf der die Software läuft, mit den vorhandenen Textprogrammen gelesen werden kann.
Früher war eine Readme-Datei meist eine reine Textdatei, das heißt, sie enthielt nur ASCII-Zeichen, wodurch sie auf so gut wie allen Computersystemen gelesen und ausgedruckt werden konnte, sogar auf Systemen, auf denen die Software, welche die Datei beschrieben hatte, nicht genutzt werden konnte. Auch der zusammengeschriebene Dateiname (readme statt read me) war der Kompatibilität geschuldet, da auf manchen Systemen ein Leerzeichen im Dateinamen zu Problemen führen konnte.
So waren Readme-Dateien unter IBM-PC-kompatiblem DOS fast immer einfache Textdateien, obwohl die Erweiterung neben .txt auch oft .doc lautete, um auf den Betriebssystemen PC DOS und MS-DOS ohne zusätzliche Programme gelesen werden zu können. Für Windows-Programme wurde hingegen oft das Dateiformat einer Textverarbeitung verwendet, etwa .wri, das mit Write gelesen, oder .doc (dem Dateiformat von Microsoft Word), das auch mit WordPad gelesen werden konnte. Unter macOS ist das Rich Text Format mit der Dateinamenserweiterung .rtf weit verbreitet.
Heute übliche Readme-Dateiformate sind meist in eine vereinfachte Auszeichnungssprache untergliedert oder im HTML-Format ausgeliefert, da davon ausgegangen werden kann, dass die meisten Systeme über einen Webbrowser verfügen. Teilweise wird auch das Dateiformat PDF verwendet, das allerdings unter manchen Betriebssystemen ein spezielles Anzeigeprogramm erfordert. Dieses wurde mit der Software oft mitgeliefert, weil es ohnehin auch für die beigelegte und aufwendiger gestaltete Benutzerdokumentation benötigt wurde.
Trotz aller modernen Möglichkeiten hat sich die einfache Textdatei, allerdings nun oft in Unicode statt ASCII und oft erweitert durch die vereinfachte Auszeichnungssprache Markdown, für kleinere Readme-Dateien bis heute erhalten.